# غاري غيدز
غاري غيدز هو شاعر كندي، ولد في 9 يونيو 1940.